# Space Virgins
Space Virgins är en amerikansk pornografisk film från 1984, regisserad av Phillip Marshak.

## Rollista
- Jerry Butler – Kevin
- Gina Carrera – Chilea
- Kimberly Carson – Jessie
- Amber Lynn – Taucetor
- Sharon Mitchell – Delta
- Herschel Savage – Mack
- Paul Thomas – Tim

### Webbkällor
- Space Virgins på Internet Movie Database (engelska)